# 보령석탄박물관
보령석탄박물관은 충청남도 보령시 소재의 박물관이다. 국내 최초의 석탄 전문박물관으로 1995년에 개관했다,

## 연혁
- 1995년 1월 16일 건축물 준공 검사필
- 1995년 2월 20일 기부채납(석탄산업합리화사업단 ⇒ 보령시 건축물 소유권 이전 및 박물관 인수)
- 1995년 4월 14일 문화체육부에 박물관 등록신청
- 1995년 5월 16일 문화관광부 제72호 박물관 등록
- 1995년 5월 18일 석탄박물관으로서는 전국 최초로 박물관 개관
- 1997년 7월 4일 석탄박물관 모의갱도(냉풍터널) 120M 추가시설
- 2006년 6월 12일 탄관생활관 설치 -광산사택, 인력채탄, 갱내식사, 재래식연탄제조과정 재현
- 2009년 6월 4일 : 연탄제조 체험장 설치 - 9공탄, 22공탄제조기, 연탄난로, 연탄부엌, 온돌 등

## 관람 안내
- 하절기 (3월 ~ 10월) 09:00 ~ 18:00
- 동절기 (11월 ~ 2월) 09:00 ~ 17:00
- 휴관일: 매주 월요일, 매년 1월 1일, 설연휴, 추석연휴, 관공서의 공휴일 다음날